# タカラスチール
タカラスチール（欧字名:Takara Steal、1982年4月16日 - 1992年8月15日）は日本の競走馬、繁殖牝馬。
1986年のマイルチャンピオンシップ（GI）に優勝し、同年の最優秀5歳以上牝馬に選出された。その他の勝ち鞍に、1985年のクイーンカップ（GIII）、関屋記念（GIII）。
半兄に1983年のラジオたんぱ賞勝ち馬ウメノシンオー（父ファバージ）、半弟に1988年のラジオたんぱ賞勝ち馬タカラフラッシュ（父コインドシルバー）がいる。

## 戦績

### 3歳時
半兄に三冠馬ミスターシービーに3歳時ながら勝利しラジオたんぱ賞勝ちもあるウメノシンオーを持つ血統背景を持ち、タマミで桜花賞などを制した坂本栄三郎厩舎に入厩した。デビューは1984年7月7日、初夏の札幌ダート1000メートルの新馬戦でハナ差ながら勝利しデビュー戦を飾った。しかし、続く札幌3歳ステークスは14着と惨敗。クローバー賞でも4着に破れ、兄・ウメノシンオーの訃報をはさんで迎えた函館3歳ステークスでは後に天敵ともいうべき存在となるエルプスと初の対戦。エルプスが逃げ切り勝ちを収めるのとは裏腹に6着に敗退した。
それでも北海道から戻った初戦のサフラン賞で僅差の2着、続く400万下条件戦で2勝目をあげテレビ東京賞3歳牝馬ステークスでは後方で届かない人気馬を後目に好位からよく伸びたものの前走シンガリ負けで大きく人気を落としていたエルプスの逃げに届かず2着に終わった。

### 4歳時
7月にデビューし3歳時だけで7戦したものの、休養ではなく前走より中2週で新春開催の牝馬限定オープンから始動。デビュー後初の1番人気に応え3馬身以上の差を後続につけ快勝。続くクイーンカップでも1番人気に推され連勝で初の重賞制覇を果たした。しかし続く4歳牝馬特別（西）。本番でも有力視される強豪馬が揃った中で1番人気に推されたものの、直線で前を行くエルプスと接触したこともあり伸びきれず3着。3度エルプスに敗れる結果となった。
本番の桜花賞では僅差でエルプスを抑え1番人気に推された。しかし、主戦であった佐藤吉勝は障害レースの落馬により稲葉的海に乗り替わりという不安要素を抱えてレースを迎えた。スタートの際に脚をゲートにぶつけ、何とか好位につけレースを進めたものの直線手前で手ごたえがなくなり、エルプスが逃げ切る中で15着と惨敗に終わった。
桜花賞の惨敗により、タカラスチールは優駿牝馬を回避し短距離路線に方向性を定めた。しかし今とは違い当時はNHKマイルカップなどの4歳短距離路線が整備されておらず、事実上の4歳GI戦線からの脱落を意味するものであった。
1400mのオープン戦である菖蒲特別に田村正光の騎乗で出走し勝利すると、続いて同じく1400mのオープン特別であるカーネーションカップも中島啓之の騎乗で2馬身突き放し2連勝。なお中島はこの時点で末期の肝臓癌に冒されており、翌月に急逝したこともあり、これが生涯最後の勝利となった。
初の古馬との対戦となった新潟のスプリント戦であるBSN杯では、1番人気に推されたものの最低人気のサクラシンボリの大駆けに屈し2着。それでも、次走の関屋記念では古馬の骨のあるメンバーが揃う中でハイペースを好位から押し切って人気に応え快勝。
秋初戦に選んだのは京王杯オータムハンデキャップ。ここではエルプスを抑え1番人気に推された。しかしエルプスが好タイムで逃げ切る中、好位から直線半ばで失速。エルプスとは最後の対戦になったが、一度も先着できないままであった。
その後、牝馬東京タイムズ杯は2番人気で3着、ダービー卿チャレンジトロフィーは2番人気で15着と短距離戦線で古馬に混じって戦ったが勝ちきれず4歳シーズンを終えた。

### 5～6歳時
明け5歳の初戦は、デビュー以来で2ヶ月という最長のレース間隔をあけて臨んだ東京新聞杯だったが7着。続くスプリンターズステークス（当時GIII）3着、京王杯スプリングカップ2着と勝ちきれないまま迎えた安田記念。ニホンピロウイナーが引退した事もあり混戦が予想され4番人気と穴人気にはなったもののギャロップダイナから約2秒離された7着に終わる。
夏も休養しないまま走り続け、大崩れはしないものの2 - 3着と勝ちきれないレースが続いた。そして秋のマイル王に向け、田島良保と新コンビを組みスワンステークスに出走。しかし4歳馬のニッポーテイオーの前に完敗。安田記念以来の複勝圏外の着順である4着に終わった。
そして迎えたマイルチャンピオンシップ。ニッポーテイオーが圧倒的な大本命の中、6番人気と安田記念同様に穴の一角の評価にとどまった。レースではニッポーテイオーがやや出遅れるという予想だにしない展開となったが、タカラスチールはさらに後方。これまでの好位につける競馬ではなく、末脚に賭ける戦法に出て4コーナーからニッポーテイオーとともに徐々に進出。内でもたつくニッポーテイオーを尻目に外から鋭く伸び、直線抜け出した。最後はニッポーテイオーとロングハヤブサの猛追を凌ぎきり悲願のGI制覇。1984年にグレード制が導入されて以降、初の牡牝混合GIでの牝馬によるGI制覇であった。また、この実績が評価され優駿賞最優秀5歳以上牝馬に選ばれた。
翌年も現役を続行したものの4戦して未勝利に終わり、京王杯スプリングカップを最後に現役を引退。3歳から休養らしい休養もあたえられないまま1ヶ月1戦のペースで32戦走り続けたが故障もなかった。

## 競走成績
以下の内容は、netkeiba.comに基づく。
| 競走日     | 競馬場 | 競走名               | 格      | 距離（馬場）  | 頭 数 | 枠 番 | 馬 番 | オッズ （人気） | 着順 | タイム （上り） | 着差 | 騎手      | 斤量 [kg] | 1着馬（2着馬）         | 馬体重 [kg] |
| ---------- | ------ | -------------------- | ------- | ------------- | ----- | ----- | ----- | --------------- | ---- | --------------- | ---- | --------- | --------- | ---------------------- | ----------- |
| 1984.07.07 | 札幌   | 3歳新馬              |         | ダ1000m（良） | 12    | 7     | 9     | 006.80（3人）   | 01着 | R1:03.40000000  | -0.0 | 0佐藤吉勝 | 53        | （ヘロイーダ）         |             |
| 0000.07.29 | 札幌   | 札幌3歳S             | GIII    | ダ1200m（良） | 14    | 4     | 5     | 160.8（12人）   | 14着 | R1:18.70000000  | -4.9 | 0佐藤吉勝 | 53        | ウエスタンファイブ     |             |
| 0000.08.19 | 函館   | クローバー賞         | OP      | 芝1200m（良） | 10    | 8     | 9     | 018.20（8人）   | 04着 | R1:12.10000000  | -0.7 | 0加賀武見 | 53        | ワールドエンペラー     |             |
| 0000.09.23 | 函館   | 函館3歳S             | GIII    | 芝1200m（良） | 16    | 2     | 3     | 115.0（12人）   | 06着 | R1:11.90000000  | -1.4 | 0塚越一弘 | 53        | エルプス               |             |
| 0000.10.21 | 東京   | サフラン賞           | 400万下 | 芝1400m（重） | 13    | 6     | 9     | 024.90（8人）   | 02着 | R1:24.40000000  | -0.1 | 0佐藤吉勝 | 53        | ダイナソレイユ         |             |
| 0000.11.25 | 東京   | 3歳400万下           |         | 芝1400m（良） | 17    | 6     | 11    | 008.60（3人）   | 01着 | R1:24.20000000  | -0.2 | 0佐藤吉勝 | 53        | （タイガーボーイ）     |             |
| 0000.12.15 | 中山   | テレビ東京賞3歳牝馬S | GIII    | 芝1600m（良） | 14    | 7     | 11    | 022.90（4人）   | 02着 | R1:35.60000000  | -0.2 | 0佐藤吉勝 | 53        | エルプス               |             |
| 1985.01.05 | 中山   | 新春4歳牝馬S         | OP      | 芝1200m（良） | 9     | 7     | 7     | 002.00（1人）   | 01着 | R1:09.80000000  | -0.6 | 0佐藤吉勝 | 53        | （シールド）           |             |
| 0000.01.27 | 東京   | クイーンC            | GIII    | 芝1600m（良） | 15    | 6     | 11    | 002.90（1人）   | 01着 | R1:36.10000000  | -0.3 | 0佐藤吉勝 | 54        | （ナカミアンゼリカ）   |             |
| 0000.03.17 | 阪神   | 報知杯4歳牝馬特別    | GII     | 芝1400m（稍） | 16    | 4     | 8     | 004.60（1人）   | 03着 | R1:23.80000000  | -0.1 | 0佐藤吉勝 | 54        | エルプス               |             |
| 0000.04.08 | 阪神   | 桜花賞               | GI      | 芝1600m（稍） | 22    | 4     | 9     | 004.90（1人）   | 15着 | R1:38.60000000  | -2.0 | 0稲葉的海 | 55        | エルプス               |             |
| 0000.05.03 | 東京   | 菖蒲特別             | OP      | 芝1400m（良） | 9     | 3     | 3     | 004.70（2人）   | 01着 | R1:23.00000000  | -0.2 | 0田村正光 | 56        | （ケイファイヤー）     |             |
| 0000.05.18 | 東京   | カーネーションC      | OP      | 芝1400m（良） | 5     | 3     | 3     | 001.60（1人）   | 01着 | R1:23.50000000  | -0.3 | 0中島啓之 | 54        | （エフテーエリザベス） |             |
| 0000.07.14 | 新潟   | BSN杯                | OP      | 芝1200m（稍） | 9     | 5     | 5     | 004.10（1人）   | 02着 | R1:09.20000000  | -0.1 | 0吉沢宗一 | 53        | サクラシンボリ         |             |
| 0000.08.04 | 新潟   | 関屋記念             | GIII    | 芝1600m（良） | 12    | 7     | 10    | 003.80（1人）   | 01着 | R1:33.90000000  | -0.2 | 0吉沢宗一 | 53        | （ダイナマイン）       |             |
| 0000.09.08 | 中山   | 京王杯AH             | GIII    | 芝1600m（良） | 11    | 8     | 11    | 003.90（1人）   | 06着 | R1:33.80000000  | -0.8 | 0佐藤吉勝 | 55        | エルプス               |             |
| 0000.10.13 | 東京   | 牝馬東京タイムズ杯   | GIII    | 芝1600m（良） | 13    | 5     | 7     | 005.80（2人）   | 03着 | R1:35.00000000  | -0.5 | 0吉沢宗一 | 56        | ウエスタンファイブ     |             |
| 0000.12.01 | 中山   | ダービー卿CT         | GIII    | 芝1600m（良） | 18    | 3     | 5     | 012.50（2人）   | 15着 | R1:35.30000000  | -1.5 | 0吉沢宗一 | 56        | スズパレード           |             |
| 1986.02.02 | 東京   | 東京新聞杯           | GIII    | 芝1600m（良） | 10    | 4     | 4     | 018.10（8人）   | 07着 | R1:35.8（47.3） | -0.8 | 0佐藤吉勝 | 57        | ギャロップダイナ       | 470         |
| 0000.03.16 | 中山   | スプリンターズS      | GIII    | 芝1200m（重） | 11    | 2     | 2     | 006.60（4人）   | 03着 | R1:10.5（36.2） | -0.3 | 0柴田政人 | 55        | ドウカンテスコ         | 466         |
| 0000.04.20 | 東京   | 京王杯SC             | GII     | 芝1400m（不） | 12    | 6     | 8     | 010.30（6人）   | 02着 | R1:23.8（48.8） | -0.1 | 0大崎昭一 | 54        | トーアファルコン       | 468         |
| 0000.05.11 | 東京   | 安田記念             | GI      | 芝1600m（良） | 11    | 1     | 1     | 007.00（4人）   | 07着 | R1:37.4（50.3） | -1.9 | 0郷原洋行 | 55        | ギャロップダイナ       | 470         |
| 0000.06.08 | 東京   | エプソムC            | GIII    | 芝1800m（良） | 12    | 6     | 7     | 009.80（5人）   | 03着 | R1:50.3（49.3） | -0.2 | 0大崎昭一 | 55.5      | スーパーグラサード     | 462         |
| 0000.07.13 | 新潟   | BSN杯                | OP      | 芝1200m（不） | 6     | 6     | 6     | 003.50（2人）   | 02着 | R1:09.6（34.8） | -0.1 | 0大崎昭一 | 58        | ダイナシュガー         | 464         |
| 0000.08.03 | 新潟   | 関屋記念             | GIII    | 芝1600m（良） | 11    | 6     | 7     | 002.90（1人）   | 03着 | R1:34.7（36.3） | -0.4 | 0大崎昭一 | 57        | アイランドゴッテス     | 462         |
| 0000.09.07 | 中山   | 京王杯AH             | GIII    | 芝1600m（良） | 8     | 2     | 2     | 003.60（3人）   | 03着 | R1:34.7（34.6） | -0.1 | 0佐藤吉勝 | 56.5      | アイランドゴッテス     | 458         |
| 0000.10.26 | 京都   | スワンS              | GII     | 芝1400m（良） | 15    | 8     | 15    | 008.00（3人）   | 04着 | R1:22.2（46.8） | -0.7 | 0田島良保 | 55        | ニッポーテイオー       | 462         |
| 0000.11.16 | 京都   | マイルCS             | GI      | 芝1600m（良） | 18    | 4     | 6     | 020.00（6人）   | 01着 | R1:35.3（47.9） | -0.0 | 0田島良保 | 55        | （ニッポーテイオー）   | 462         |
| 1987.01.05 | 中山   | 金杯（東）           | GIII    | 芝2000m（稍） | 16    | 8     | 15    | 022.60（8人）   | 16着 | R2:04.2（37.2） | -1.6 | 0佐藤吉勝 | 57        | トチノニシキ           | 478         |
| 0000.03.01 | 阪神   | マイラーズC          | GII     | 芝1600m（良） | 10    | 2     | 2     | 007.50（4人）   | 04着 | R1:35.3（47.5） | -0.3 | 0佐藤吉勝 | 56        | コンサートマスター     | 470         |
| 0000.03.22 | 中山   | スプリンターズS      | GII     | 芝1200m（稍） | 13    | 8     | 13    | 005.80（3人）   | 06着 | R1:10.0（35.6） | -0.5 | 0大崎昭一 | 56        | キングフローリック     | 470         |
| 0000.04.26 | 東京   | 京王杯SC             | GII     | 芝1400m（良） | 18    | 5     | 9     | 012.60（6人）   | 12着 | R1:23.3（47.6） | -1.5 | 0柴田政人 | 57        | ニッポーテイオー       | 464         |

## 引退後
引退後は生まれ故郷の鈴木実牧場で繁殖入り。初年度と2年目は産駒を残したものの、その後は2年連続で流産。1993年にダンシングブレーヴと交配され、受胎が確認されたものの8月初旬に体調が急変し8月15日に息を引き取った。なお、死後の解剖から卵巣に悪性腫瘍が広がっている事が確認されており死因もそれであることが確認された。
|       | 生年   | 馬名               | 性 | 毛色 | 父                     | 馬主     | 管理調教師                   | 戦績                  | 主な勝ち鞍 | 出典   |
| ----- | ------ | ------------------ | -- | ---- | ---------------------- | -------- | ---------------------------- | --------------------- | ---------- | ------ |
| 初仔  | 1989年 | タカラファンタジー | 牝 | 栗毛 | ロイヤルスキー         | 村山輝雄 | 美浦・柄崎孝                 | 11戦0勝（抹消・繁殖） |            | [ 6 ]  |
| 第2仔 | 1990年 | タカラフェニックス | 牡 | 鹿毛 | クリスタルグリッターズ | 宝       | 栗東・武宏平 →新潟・高橋鐡雄 | 19戦0勝（抹消・不明） |            | [ 9 ]  |
|       | 1991年 |                    |    |      | マルゼンスキー         |          |                              |                       |            | [ 10 ] |
|       | 1992年 |                    |    |      | ジェイドロバリー       |          |                              |                       |            | [ 10 ] |
|       | 1993年 |                    |    |      | ダンシングブレーヴ     |          |                              |                       |            | [ 10 ] |

ただ1頭の牝駒・タカラファンタジーも2頭しか仔を残せず、孫の代でタカラスチールの血は絶えている。

## 血統表
| タカラスチールの血統                       | タカラスチールの血統                     | タカラスチールの血統                  | （血統表の出典）                      | （血統表の出典） |
| 父系                                       | ハビタット系                             | ハビタット系                          | ハビタット系                          | [ § 2 ]          |
| 父 *スティールハート Steel Heart 1972 鹿毛 | 父の父Habitat 1966 鹿毛                  | Sir Gaylord                           | Turn-to                               | Turn-to          |
| 父 *スティールハート Steel Heart 1972 鹿毛 | 父の父Habitat 1966 鹿毛                  | Sir Gaylord                           | Somethingroyal                        |                  |
| 父 *スティールハート Steel Heart 1972 鹿毛 | 父の父Habitat 1966 鹿毛                  | Little Hut                            | Occupy                                | Occupy           |
| 父 *スティールハート Steel Heart 1972 鹿毛 | 父の父Habitat 1966 鹿毛                  | Little Hut                            | Savage Beauty                         |                  |
| 父 *スティールハート Steel Heart 1972 鹿毛 | 父の母A.1. 1963 芦毛                     | Abernant                              | Owen Tudor                            | Owen Tudor       |
| 父 *スティールハート Steel Heart 1972 鹿毛 | 父の母A.1. 1963 芦毛                     | Abernant                              | Rustom Mahal                          |                  |
| 父 *スティールハート Steel Heart 1972 鹿毛 | 父の母A.1. 1963 芦毛                     | Asti Spumante                         | Dante                                 | Dante            |
| 父 *スティールハート Steel Heart 1972 鹿毛 | 父の母A.1. 1963 芦毛                     | Asti Spumante                         | Blanco                                |                  |
| 母 ルードーメン 1973 鹿毛                  | 母の父*シャトーゲイ Chateaugay 1960 栗毛 | Swaps                                 | Khaled                                | Khaled           |
| 母 ルードーメン 1973 鹿毛                  | 母の父*シャトーゲイ Chateaugay 1960 栗毛 | Swaps                                 | Iron Reward                           |                  |
| 母 ルードーメン 1973 鹿毛                  | 母の父*シャトーゲイ Chateaugay 1960 栗毛 | Banquet Bell                          | Polynesian                            | Polynesian       |
| 母 ルードーメン 1973 鹿毛                  | 母の父*シャトーゲイ Chateaugay 1960 栗毛 | Banquet Bell                          | Dinner Horn                           |                  |
| 母 ルードーメン 1973 鹿毛                  | 母の母フヂカタ 1958 鹿毛                 | ボストニアン                          | *セフト                               | *セフト          |
| 母 ルードーメン 1973 鹿毛                  | 母の母フヂカタ 1958 鹿毛                 | ボストニアン                          | 神正                                  |                  |
| 母 ルードーメン 1973 鹿毛                  | 母の母フヂカタ 1958 鹿毛                 | ラ・フウドル                          | *プリメロ                             | *プリメロ        |
| 母 ルードーメン 1973 鹿毛                  | 母の母フヂカタ 1958 鹿毛                 | ラ・フウドル                          | 英福                                  |                  |
| 母系(F-No.)                                | (FN:8-k)                                 | (FN:8-k)                              | (FN:8-k)                              | [ § 3 ]          |
| 5代内の近親交配                            | Hyperion5×5=6.25%、Blandford5×5=6.25%    | Hyperion5×5=6.25%、Blandford5×5=6.25% | Hyperion5×5=6.25%、Blandford5×5=6.25% | [ § 4 ]          |
| 出典                                       | 1. 2. 3. 4.                              | 1. 2. 3. 4.                           | 1. 2. 3. 4.                           | 1. 2. 3. 4.      |